# Tracey Hannah
Tracey Hannah (ur. 13 czerwca 1988 w Bentley Park) – australijska kolarka górska, wielokrotna medalistka mistrzostw świata.

## Kariera
Pierwszy sukcesy w karierze Tracey Hannah osiągnęła w 2006 roku, kiedy zwyciężyła wśród juniorek podczas mistrzostw świata w Rotorua. Na rozgrywanych rok później mistrzostwach świata w Fort William była trzecia wśród seniorek. W zawodach tych wyprzedziły ją jedynie Francuzka Sabrina Jonnier oraz Brytyjka Rachel Atherton. Ponadto w 2007 roku Hannah zajęła trzecie miejsce w klasyfikacji downhillu w Pucharze Świata w kolarstwie górskim. Lepsze okazały się tylko Sabrina Jonnier i Tracy Moseley z Wielkiej Brytanii. Kolejny medal zdobyła na mistrzostwach świata w Pietermaritzburgu w 2013 roku, gdzie w swojej koronnej konkurencji ponownie była trzecia. Tym razem wyprzedziły ją: Rachel Atherton i Francuzka Emmeline Ragot. Wynik ten powtórzyła także na MŚ w Vallnord (2015) oraz MŚ w Val di Sole (2016).